# Jackie Sauza
Jackie Sauza (Guadalajara, Jalisco; 6 de noviembre de 1989) es una actriz y ex modelo mexicana.

## Biografía
Jackie se hizo conocida cuando participó en el concurso Nuestra Belleza México en 2012. Consiguió ser una de las cinco finalistas del concurso, pero quedó tercero en la colocación final.
Después ingresó en el Centro de Educación Artística (CEA) de Televisa, donde estudió actuación.
Se estrenó en la televisión en 2015 en la telenovela Lo imperdonable, donde comparte créditos Ana Brenda Contreras, Juan Ferrara, Ivan Sánchez, Grettell Valdez, Gaby Mellado, Sergio Sendel y Sebastián Zurita
En 2016, se integró el elenco de la telenovela Las amazonas. Ese mismo año también hizo una participación especial en la telenovela Tres veces Ana, junto con Raúl Magaña, Angelique Boyer, Sebastián Rulli y David Zepeda interpretando a los padres de las trillizas protagonistas.
En 2017, participa en la telenovela En tierras salvajes donde interpreta a Teresa.

## Filmografía

### Televisión
| Año       | Título                 | Personaje                      | Notas         |
| --------- | ---------------------- | ------------------------------ | ------------- |
| 2015      | Lo imperdonable        | Mariana de la Corcuera Vivanco | 70 episodios  |
| 2016      | Las amazonas           | Ingrid Álvarez                 | 15 episodios  |
| 2016      | Tres veces Ana         | Lourdes Rivadeneira            | 33 episodios  |
| 2017      | En tierras salvajes    | Teresa Castillo                | 50 episodios  |
| 2018      | Hijas de la luna       | Carla Vásquez                  | 10 episodios  |
| 2018      | Por amar sin ley       | Diana Salas                    | 5 episodios   |
| 2019-2020 | Sin miedo a la verdad  | Agente Andrea Loera            | 57 episodios  |
| 2020-2021 | La mexicana y el güero | Érika Nuñez                    | 126 episodios |
| 2021      | La desalmada           | Brenda Isubaki                 | 25 episodios  |
| 2024      | Vivir de amor          | Julia Rosales                  | 12 episodios  |
| 2025      | Me atrevo a amarte     | Lucrecia Monteiro              | 80 episodios  |